# Judo op de Paralympische Zomerspelen 2016
Op de XVe Paralympische Zomerspelen die in 2016 werden gehouden in Rio de Janeiro, Brazilië was judo een van de 22 sporten die werden beoefend.

## Medaillespiegel
| Plaats | Land         | NPC | Goud | Zilver | Brons | Totaal |
| 1      | Oezbekistan  | UZB | 3    | 1      | 6     | 10     |
| 2      | China        | CHN | 2    | 0      | 0     | 2      |
| 2      | Mexico       | MEX | 2    | 0      | 0     | 2      |
| 4      | Oekraïne     | UKR | 1    | 3      | 3     | 7      |
| 5      | Zuid-Korea   | KOR | 1    | 1      | 2     | 4      |
| 6      | Azerbeidzjan | AZE | 1    | 1      | 1     | 3      |
| 7      | Cuba         | CUB | 1    | 0      | 2     | 3      |
| 8      | Frankrijk    | FRA | 1    | 0      | 0     | 1      |
| 8      | Georgië      | GEO | 1    | 0      | 0     | 1      |
| 10     | Brazilië     | BRA | 0    | 4      | 0     | 4      |

## Gewichtsklassen

### Mannen
- -60 kg
- -66 kg
- -73 kg
- -81 kg
- -90 kg
- -100 kg
- +100 kg

### Vrouwen
- -48 kg
- -52 kg
- -57 kg
- -63 kg
- -70 kg
- +70 kg

## Uitslagen
| Mannen  | Mannen | Mannen                | Mannen | Mannen                  | Mannen | Mannen                   |
| Klasse  | Goud   | Goud                  | Zilver | Zilver                  | Brons  | Brons                    |
| ------- | ------ | --------------------- | ------ | ----------------------- | ------ | ------------------------ |
| -60 kg  | UZB    | Sherzod Namozov       | JPN    | Makoto Hirose           | ROM    | Alex Bologa              |
| -60 kg  | UZB    | Sherzod Namozov       | JPN    | Makoto Hirose           | MGL    | Bolormaa Uugankhuu       |
| -66 kg  | UZB    | Utkirjon Nigmatov     | AZE    | Bayram Mustafayev       | UKR    | Davyd Khorava            |
| -66 kg  | UZB    | Utkirjon Nigmatov     | AZE    | Bayram Mustafayev       | JPN    | Satoshi Fujimoto         |
| -73 kg  | AZE    | Ramil Gasimov         | UKR    | Dmytro Solovey          | UZB    | Feruz Sayidov            |
| -73 kg  | AZE    | Ramil Gasimov         | UKR    | Dmytro Solovey          | GER    | Nikolai Kornhass         |
| -81 kg  | MEX    | Eduardo Avila Sanchez | KOR    | Lee Jung-min            | AZE    | Rovshan Safarov          |
| -81 kg  | MEX    | Eduardo Avila Sanchez | KOR    | Lee Jung-min            | UKR    | Oleksandr Kosinov        |
| -90 kg  | GEO    | Zviad Gogotchuri      | UKR    | Oleksandr Nazarenko     | USA    | Dartanyon Crockett       |
| -90 kg  | GEO    | Zviad Gogotchuri      | UKR    | Oleksandr Nazarenko     | UZB    | Shukhrat Boboev          |
| -100 kg | KOR    | Choi Gwang-geun       | BRA    | Antônio Tenório         | CUB    | Yordani Fernandez Sastre |
| -100 kg | KOR    | Choi Gwang-geun       | BRA    | Antônio Tenório         | UZB    | Shirin Sharipov          |
| +100 kg | UZB    | Adiljan Tulendibaev   | BRA    | Wilians Silva de Araújo | JPN    | Kento Masaki             |
| +100 kg | UZB    | Adiljan Tulendibaev   | BRA    | Wilians Silva de Araújo | CUB    | Yangaliny Jimenez        |

| Vrouwen | Vrouwen | Vrouwen                         | Vrouwen | Vrouwen                        | Vrouwen | Vrouwen                 |
| Klasse  | Goud    | Goud                            | Zilver  | Zilver                         | Brons   | Brons                   |
| ------- | ------- | ------------------------------- | ------- | ------------------------------ | ------- | ----------------------- |
| -48 kg  | CHN     | Li Liqing                       | GER     | Carmen Brussig                 | TUR     | Ecem Taşın              |
| -48 kg  | CHN     | Li Liqing                       | GER     | Carmen Brussig                 | UKR     | Yuliya Halinska         |
| -52 kg  | FRA     | Sandrine Martinet               | GER     | Ramona Brussig                 | ALG     | Cherine Abdellaoui      |
| -52 kg  | FRA     | Sandrine Martinet               | GER     | Ramona Brussig                 | UZB     | Sevinch Salaeva         |
| -57 kg  | UKR     | Inna Cherniak                   | BRA     | Lúcia da Silva Teixeira Araújo | JPN     | Junko Hirose            |
| -57 kg  | UKR     | Inna Cherniak                   | BRA     | Lúcia da Silva Teixeira Araújo | KOR     | Seo Ha-na               |
| -63 kg  | CUB     | Dalidaivis Rodriguez Clark      | UKR     | Iryna Husieva                  | KOR     | Jin Song-lee            |
| -63 kg  | CUB     | Dalidaivis Rodriguez Clark      | UKR     | Iryna Husieva                  | UZB     | Tursunpashsha Nurmetova |
| -70 kg  | MEX     | Lenia Fabiola Ruvalcaba Alvarez | BRA     | Alana Martins Maldonado        | VEN     | Naomi Soazo             |
| -70 kg  | MEX     | Lenia Fabiola Ruvalcaba Alvarez | BRA     | Alana Martins Maldonado        | UZB     | Gulruh Rahimova         |
| +70 kg  | CHN     | Yuan Yanping                    | UZB     | Khayitjon Alimova              | USA     | Christella Garcia       |
| +70 kg  | CHN     | Yuan Yanping                    | UZB     | Khayitjon Alimova              | TUR     | Mesme Tasbag            |

Atletiek · Bankdrukken · Basketbal · Blindenvoetbal · Boogschieten · Boccia · CP-voetbal · Goalball · Judo · Kanovaren · Paardensport · Roeien · Rugby · Schermen · Schietsport · Tafeltennis · Tennis · Triatlon · Volleybal · Wielersport · Zeilen · Zwemmen
Seoel 1988 ·
Barcelona 1992 ·
Atlanta 1996 ·
Sydney 2000 ·
Athene 2004 ·
Peking 2008 ·
Londen 2012 ·
Rio de Janeiro 2016 ·
Tokio 2020 ·
Parijs 2024 ·
Los Angeles 2028